# 四国高等学校選手権大会
四国高等学校選手権大会（しこくこうとうがっこうせんしゅけんたいかい）は、四国高等学校体育連盟が主催して開催されている四国の高校生のスポーツ総合競技大会。

## 概要
各競技の県大会上位校が出場し、四国の王座を決定する。毎年前後期に分けて開催されており、前期は6月、後期は7月に開催されている。全国高等学校総合体育大会の直前であるため同大会の前哨戦としてみなされており。
1951年に四国高等学校体育連盟が結成され、同年に第1回大会を開催した。第1回大会は陸上競技、バレーボール、卓球、ソフトテニスの4競技が実施され、その後徐々に競技数は増加している。会場は四国四県で分担しており、各競技ごとに持ち回り。

## 実施競技
| - 陸上競技 - 競泳 - 飛込 - 水球 - 体操競技 - 新体操 - 卓球 - バドミントン - テニス - ソフトテニス - ソフトボール - サッカー - ハンドボール - バレーボール - バスケットボール - ホッケー - ラグビー | - 柔道 - 相撲 - 剣道 - 弓道 - なぎなた - 空手道 - 少林寺拳法 - フェンシング - レスリング - ボクシング - 重量挙げ - 自転車 - カヌー - ボート - 登山 |